# Nine Inch Nails-diszkográfia
A Nine Inch Nails (NIN) kiadványok listája. A NIN munkásságára jellemző, hogy egy nagylemez egy korszak, egy stílus alapját képezi, mely köré további kiadványok csoportosulnak. A HALO számok a NIN kiadványok sorrendjét mutatják meg, függetlenül attól, hogy az adott lemez, teljes album, vagy kislemez-e.

## Stúdióalbumok
| 1989                                                 | Pretty Hate Machine - Megjelenés: 1989. október 20. - Kiadó: TVT Records     | 75 | —  | —  | —  | —  | —   | —  | —  | —  | 67 | —  | US: 3× Platina UK: Ezüst                 |
| 1994                                                 | The Downward Spiral - Megjelenés: 1994. március 8. - Kiadó: Nothing Records  | 2  | 12 | —  | 13 | —  | —   | —  | —  | 33 | 9  | 23 | US: 4× Platina CAN: 3× Platina UK: Arany |
| 1999                                                 | The Fragile - Megjelenés: 1999. szeptember 21. - Kiadó: Nothing Records      | 1  | 2  | 14 | 2  | 10 | 27  | 17 | 9  | 18 | 10 | 28 | US: 2× Platina CAN: 2× Platina UK: Ezüst |
| 2005                                                 | With Teeth - Megjelenés: 2005. május 3. - Kiadó: Interscope Records          | 1  | 10 | 4  | 2  | 9  | 12  | 9  | 14 | 6  | 3  | 13 | US: Arany CAN: Platina UK: Ezüst         |
| 2007                                                 | Year Zero - Megjelenés: 2007. április 17. - Kiadó: Interscope Records        | 2  | 5  | 4  | 3  | 5  | 17  | 6  | 8  | 7  | 6  | 20 |                                          |
| 2008                                                 | Ghosts I-IV - Megjelenés: 2008. március 2. - Kiadó: The Null Corporation     | 14 | 15 | 58 | 3  | —  | —   | 60 | —  | —  | 60 | 26 |                                          |
| 2008                                                 | The Slip - Megjelenés: 2008. május 5. - Kiadó: The Null Corporation          | 13 | 22 | 45 | 12 | 24 | 177 | 33 | 38 | 35 | 25 | 23 |                                          |
| 2013                                                 | Hesitation Marks - Megjelenés: 2013. szeptember 3. - Kiadó: Columbia Records | 3  | 3  | 2  | 1  | 17 | 22  | 5  | 23 | 37 | 2  | 7  |                                          |
| 2018                                                 | Bad Witch                                                                    |    |    |    |    |    |     |    |    |    |    |    |                                          |
| 2020                                                 | Ghosts V: Together                                                           |    |    |    |    |    |     |    |    |    |    |    |                                          |
| 2020                                                 | Ghosts VI: Locusts                                                           |    |    |    |    |    |     |    |    |    |    |    |                                          |
| A "—" azt jelzi, hogy az album nem ért el helyezést. |                                                                              |    |    |    |    |    |     |    |    |    |    |    |                                          |

## Remix albumok
| Eredmények, listahelyezések:  |
| ----------------------------- |
| - Egyesült Királyság: platina |

| Eredmények, listahelyezések:                                                                 |
| -------------------------------------------------------------------------------------------- |
| - USA: arany; Billboard 200: #23 - Egyesült Királyság: arany - Kanada: #46 - Ausztrália: #51 |

| Eredmények, listahelyezések:                |
| ------------------------------------------- |
| - USA: Billboard 200: #67 - Ausztrália: #59 |

| Eredmények, listahelyezések:                                      |
| ----------------------------------------------------------------- |
| - USA: Billboard 200: #77 - Ausztrália: #87 - Franciaország: #183 |

## Filmes kiadványok
| 1997 | Closure                      | VHS; Koncert és backstage felvételek az 1994-96-os Self Destruct turnéról, valamint az összes 1989-1997 között készült videóklip a "Burn" kivételével.                   |
| 2002 | And All That Could Have Been | CD, DVD, VHS; Koncertfelvétel a 2000-es Fragility v2.0 turnéról; A limitált kiadáshoz egy Still c. lemez, amely külön is megvásárolható volt a NIN weboldalán keresztül. |
| 2005 | Collected                    | DVD; Ingyenesen terjesztett promó kiadvány; Videóklip-, koncert- és interjúrészletek, ill. a "The Hand that Feeds" teljes klipje.                                        |
| 2007 | Beside You in Time           | DVD, HD DVD, Blu-ray; Koncertfelvételek a 2006-os Live: With_Teeth turnéról, videóklipek ("THTF", "Only"), 2005-ös próbafelvételek.                                      |

## Kislemezek
| Év   | Dal                             | U.S. Hot 100 | U.S. Modern Rock | U.S. Main- stream Rock | UK singles | Album                        |
| ---- | ------------------------------- | ------------ | ---------------- | ---------------------- | ---------- | ---------------------------- |
| 1989 | "Down in It"                    | -            | 16               | -                      | -          | Pretty Hate Machine          |
| 1990 | "Head Like a Hole"              | -            | 28               | -                      | 45         | Pretty Hate Machine          |
| 1990 | "Sin"                           | -            | -                | -                      | 35         | Pretty Hate Machine          |
| 1990 | "Terrible Lie"                  | -            | -                | -                      | -          | Pretty Hate Machine          |
| 1992 | "Happiness in Slavery"          | -            | 13               | -                      | -          | Broken                       |
| 1993 | "Wish"                          | -            | 25               | -                      | -          | Broken                       |
| 1993 | "Gave Up"                       | -            | -                | -                      | -          | Broken                       |
| 1994 | "March of the Pigs"             | 59           | -                | -                      | 45         | The Downward Spiral          |
| 1994 | "Closer"                        | 41           | 11               | 35                     | 25         | The Downward Spiral          |
| 1994 | "Piggy"                         | -            | 20               | -                      | -          | The Downward Spiral          |
| 1994 | "Burn"                          | -            | -                | -                      | -          | Született gyilkosok filmzene |
| 1995 | "Hurt"                          | -            | 8                | -                      | -          | The Downward Spiral          |
| 1997 | "The Perfect Drug"              | 46           | 11               | 21                     | 43         | Útvesztőben filmzene         |
| 1999 | "The Day the World Went Away"   | 17           | -                | -                      | -          | The Fragile                  |
| 1999 | "We're in This Together"        | -            | 11               | 21                     | 39         | The Fragile                  |
| 1999 | "Starfuckers, Inc."             | -            | 39               | -                      | -          | The Fragile                  |
| 2000 | "Into The Void"                 | -            | 11               | 27                     | -          | The Fragile                  |
| 2001 | "Deep"                          | -            | 18               | 37                     | -          | Tomb Raider filmzene         |
| 2005 | "The Hand that Feeds"           | 31           | 1                | 2                      | 7          | With Teeth                   |
| 2005 | "Only"                          | 90           | 1                | 22                     | 20         | With Teeth                   |
| 2006 | "Every Day Is Exactly the Same" | 56           | 1                | 12                     | -          | With Teeth                   |
| 2007 | "Survivalism"                   | 68           | 1                | 14                     | 29         | Year Zero                    |

## „Halo” és „Seed” számok
A Halo számok a hivatalos Nine Inch Nails kiadványok rendszerezésére szolgálnak. A megjelenések sorrendjében követik egymást, és a halo névvel is el vannak látva a kiadvány száma előtt. Például az ötödik NIN kiadvány, a Broken, a Halo Five (Ötös Halo) címet is viseli. A halo számok néha módosulnak a több verzióban megjelenő kiadványok miatt.
| # 1  | 1989 | "Down In It"                                |
| # 2  | 1989 | Pretty Hate Machine                         |
| # 3  | 1990 | "Head Like a Hole"                          |
| # 4  | 1990 | "Sin"                                       |
| # 5  | 1992 | Broken                                      |
| # 6  | 1992 | Fixed                                       |
| # 7  | 1994 | "March of the Pigs"                         |
| # 8  | 1994 | The Downward Spiral (CD, DVD-A)             |
| # 9  | 1994 | "Closer to God"                             |
| # 10 | 1995 | Further Down the Spiral                     |
| # 11 | 1997 | "The Perfect Drug"                          |
| # 12 | 1997 | Closure (VHS)                               |
| # 13 | 1999 | "The Day The World Went Away"               |
| # 14 | 1999 | The Fragile                                 |
| # 15 | 1999 | "We're in This Together"                    |
| # 16 | 2000 | Things Falling Apart                        |
| # 17 | 2002 | And All That Could Have Been (CD, DVD, VHS) |
| # 18 | 2005 | "The Hand that Feeds"                       |
| # 19 | 2005 | With Teeth (CD, DVD-A)                      |
| # 20 | 2005 | "Only"                                      |
| # 21 | 2006 | "Every Day Is Exactly The Same"             |
| # 22 | 2007 | Beside You in Time (DVD, HD DVD, Blu-ray)   |
| # 23 | 2007 | "Survivalism"                               |
| # 24 | 2007 | Year Zero                                   |
| # 25 | 2007 | Year Zero Remixed                           |
| # 26 | 2008 | Ghosts I-IV                                 |
| # 27 | 2008 | The Slip                                    |

A Seed számok a Nine Inch Nails promóciós anyagait hivatottak rendszerezni a halo számokhoz hasonló módon. Ez a rendszer 2005-ben indult a Collected DVD kiadvánnyal, majd három 2006-os Definitive NIN bootleggel folytatódott. A legutóbbi seed-kiadvány a nin.com-ról ingyenesen letölthető Lights in the Sky: Over North America 2008 Tour Sampler EP.
- Seed 1 – Collected DVD
- Seed 2 – Definitive NIN - The Singles
- Seed 3 – Definitive NIN - Deep Cuts
- Seed 4 – Definitive NIN - Quiet Tracks
- Seed 5 – Lights in the Sky: Over North America 2008 Tour Sampler EP

## HALO index nélküli kiadványok
| Év   | title                  | Megjegyzés                                                     |
| ---- | ---------------------- | -------------------------------------------------------------- |
| 1992 | "Happiness in Slavery" | promó kislemez; album: Broken                                  |
| 1993 | "Wish"                 | promó kislemez; album: Broken                                  |
| 1994 | "Piggy"                | promó kislemez; album: The Downward Spiral                     |
| 1994 | "Hurt"                 | promó kislemez; album: The Downward Spiral                     |
| 1994 | "Burn"                 | promó kislemez; album: Született gyilkosok filmzene            |
| 2000 | "Into The Void"        | normál ill. "Halo 16" néven promó kislemez; album: The Fragile |
| 2000 | "Starsuckers, Inc."    | promó kislemez; album: The Fragile                             |
| 2001 | "Deep"                 | promó kislemez; album: Lara Croft: Tomb Raider filmzene        |

## Egyéb munkák

### Videóklipek
| Dal                           | Rendező                               | Megjelenés          | Megjegyzés |
| ----------------------------- | ------------------------------------- | ------------------- | --- |
| ”Down in It”                  | Eric Zimmerman & Benjamin Stokes      | 1989. szeptember    | A Nine Inch Nails logó első változata látható a kabáton, amelyet Trent Reznor visel. |
| ”Head Like a Hole”            | Eric Zimmerman                        | 1990. március       | A videó hanganyaga nem a szám album verziója, hanem a „Head Like a Hole (clay)” c. remixből származik, amely a „Head Like a Hole" kislemez USA kiadásán található.                      |
| ”Sin”                         | Brett Turnbull                        | 1997. november 24.  | Adásban soha nem játszották le (egy vágott verzió található a Halo 12 kiadványon, de az eredeti videó csak a TVT weboldalán keresztül volt elérhető , és még hivatalosan nem adták ki). |
| ”Pinion”                      | Eric Goode & Serge Becker             | 1992. február       | A „Pinion” videóját, bár hang nélkül, de felhasználták az MTV-n futó, Kennedy által vezetett Alternative Nation c. műsor bevezető képkockáiban.                                         |
| ”Wish”                        | Peter Christopherson                  | 1992. február       | |
| ”Help Me I Am in Hell”        | Eric Goode & Serge Becker             | 1997. november 24.  | Adásban soha nem játszották le. Később jelent meg a Closure-on. |
| ”Happiness in Slavery”        | Jon Reiss                             | 1997. november 24.  | Adásban soha nem játszották le. Később jelent meg a Closure-on. |
| ”Gave Up”                     | Jon Reiss                             | 1997. november 24.  | Adásban soha nem játszották le. Később jelent meg a Closure-on. |
| ”Wish (live)”                 | Simon Maxwell                         | 1997. november 24.  | A 120 Minutes c. műsorban játszották, később a Closure-on jelent meg. |
| ”March of the Pigs”           | Peter Christopherson & Trent Reznor   | 1994. március       | A megjelent videó a második kísérlet volt, miután elvetettek egy komplexebb elképzelést. Feltételezések szerint az eredeti felvételből feltűnnek részletek a Closure-ban.               |
| ”Closer”                      | Mark Romanek                          | 1994. május 12.     | A videónak két verziója jelent meg (Original Version / Nothing Version). |
| ”Burn”                        | Hank Corwin & Trent Reznor            | 1994. augusztus 24. | A Született gyilkosok c. filmhez. |
| ”Hurt (live)”                 | Simon Maxwell                         | 1995. március       | |
| ”The Perfect Drug”            | Mark Romanek                          | 1997. január 18.    | Az Útvesztőben c. filmhez. |
| ”Eraser (live)”               | Simon Maxwell                         | 1997. november 24.  | Adásban soha nem játszották le. Később jelent meg a Closure-on. |
| ”We're in This Together”      | Mark Pellington                       | 1999. augusztus 27. | A videónak három verziója jelent meg (Short / Long / Mark Pellington Edit). |
| ”The Day the World Went Away” | Ismeretlen                            | 1999.               | Soha nem fejezték be. (Egy eredeti részletekből és koncertfelvételből összeállított videó található a Halo 17 kiadványon).                                                              |
| ”Into the Void”               | Walter Stern & Jeff Richter           | 2000. január 14.    | |
| ”Starsuckers, Inc.”           | Robert Hales & Brian Warner           | 2000. május 2.      | A „Starfuckers, Inc.” vágott változata. |
| ”Deep”                        | Enda McCallion                        | 2001. augusztus     | A Lara Croft: Tomb Raider c. filmhez. |
| ”The Hand that Feeds”         | Rob Sheridan                          | 2005. március 17.   | A nin.com oldalon jelent meg. |
| ”Only”                        | David Fincher                         | 2005. július 12.    | 90-95%-ban CGI. |
| ”Survivalism”                 | Alex Lieu, Rob Sheridan, Trent Reznor | 2007. március 11.   | A 2007. március 7-i NIN koncerten talált pendrive-ról terjedt el elsőként. |

A Broken, a Peter Christopherson által rendezett, meg nem jelent rövidfilm tartalmazza a „Pinion”, a „Wish” és a „Happiness in Slavery” videóját. A „Help Me I Am in Hell” c. számhoz is tartalmaz egy videót, valamint a „Gave Up” c. dalhoz egy a Closure-on található verziótól eltérő videót a filmben lévő jelenetekhez igazítva, amely egy ember meggyilkolását és ezt követő megcsonkítását ábrázolja rendkívül naturális módon. A filmre általában a „Broken Movie” titlemel hivatkoznak.

### Filmzenék
Olyan zenék, amelyeket a Nine Inch Nails kifejezetten filmek vagy más média számára vett fel.
- "Dead Souls", egy Joy Division feldolgozás az A holló c. filmzene számára. A "Dead Souls" szerepel még a The Downward Spiral Deluxe Edition és a japán kiadású The Downward Spiral albumokon.
- "Burn" és "Something I Can Never Have (Edited and Extended)" a Született gyilkosok c. filmzene számára. A "Burn" szerepel még a The Downward Spiral Deluxe Edition kiadványon is.
- Hangeffektek és zene a Quake számára. Trent Reznor és Nine Inch Nails szerzemények.
- "The Perfect Drug" az Útvesztőben c. filmzene számára. A "The Perfect Drug" szerepel még a "The Perfect Drug" Versions európai kiadásán és egy kibővített verzió (zongorás befejezéssel) található a We're In This Together kislemezek hármas lemezén.
- "Deep" a Lara Croft: Tomb Raider c. filmzene számára.
- "You Know What You Are? (Clint Mansell Remix)" a Doom c. film zenéje számára.

### Remixek
A Nine Inch Nails szerzemények közé sorolt remixek. A Trent Reznor szerzőségű remixeket lásd a Trent Reznor lapon.
- "Light (Fat Back Dub)" a KMFDM számára, megtalálható: Light
- "I'm Afraid of Americans" (V1–V4, V6) David Bowie számára, megtalálható: I'm Afraid of Americans
- "Victory (Nine Inch Nails Remix)" a Puff Daddy & The Family számára, megtalálható: Victory: Remixes
- "Democracy (NIN Remix)" a Killing Joke számára, megtalálható: Wardance: The Remixes
- "Vertigo (NIN Remix)" a U2 számára

### Fontosabb bootlegek
- Purest Feeling (Hawk Records) – A demókból álló bootleg tartalma: az 1988-as Right Track Sessions felvételek (Cleveland, OH).
- Demos & Remixes (Blue Moon Records) – Szintén Right Track Sessions eredetű demó felvételek, valamint különböző ritkaságok és mixek.
- When the Whip Comes Down (Kiss the Stone Records) – A Nine Inch Nails Woodstock '94 koncertjének soundboard felvétele.
- Children of the Night (Kiss the Stone Records) – A híres 1995-ös David Bowie-val tartott koncert (St. Louis, MO) soundboard felvétele.
- The CRC Sessions – A Fragility 2.0 turnéról származó, a Chicago Recording Company-ben tartott akusztikus koncert bootleg felvételei.